# منتخب أيرلندا لهوكي الحقل للسيدات
منتخب أيرلندا لهوكي الحقل للسيدات هو ممثل أيرلندا الرسمي في المنافسات الدولية في هوكي الحقل للسيدات
.